# William P. Burt
Pour les articles homonymes, voir Burt.
William Presley Burt, plus connu sous le nom William P. Burt est réalisateur américain né le 11 février 1873 à Saint Peter dans le Minnesota et décédé le 23 février 1955 à Denver.

## Biographie
William Presley Burt est né le 11 février 1873 à Saint Peter. Ses parents étaient George et Agnes Logan Burt, tous deux comédiens. Ils ont, entre autres rôles théâtraux, joué au sein d'une troupe itinérante de Shakespeare. Sa mère avait fait partie de la compagnie théâtrale Edwin Booth. Il étudia à Denver et Boston, puis rejoint Thanhouser Company en 1915,.
De 1917 à 1921, William P. Burt a été en collaboration avec George B Seitz, réalisant des séries, des courts-métrages et des longs-métrages qui ont été diffusés par Pathe. Parmi les films qu'il a réalisés figurent The Woman in Chains , Out of the Storm, The Girl and the Gangster et Casey of the Coast Guard.
Parmi les films dans lesquels il a joué figurent Night of Mystery, Danger Signals, King of Kings et Cimarron.
En 1935, William P. Burt s'est installé à Denver où il a pris part à des productions du Federal Theatre Project (en). Il a également écrit des scénarios pour la radio jusqu'à sa retraite, 1948.

### Vie privée
Il se maria en premières noces à Bertha Herrick(1898 - 1943) avec qui il eut un enfant. Après le décès de sa première femme, il se remaria avec Gertie Hatfield (1891 - ?) puis divorça quelque temps plus tard.
Sa fille, Nellie Burt, était également actrice,. Au moment de son décès, il a aussi une petite fille nommée Jean Martin. Elle et sa mère vivaient à Oceanside.
Il fut inhumé dans le cimetière de Fairmount au Colorado.

## Filmographie

### Comme assistant réalisateur
- 1918 : La Maison de la Haine

### Comme réalisateur
- 1922 : The Missing Passport
- 1922 : Love and the Law
- 1922 : An Inside Job
- 1922 : False Feathers
- 1922 : The Sign of the Serpent
- 1922 : The Arnesley Case

- 1923 : The Woman in Chains
- 1923 : His Last Case
- 1923 : Without Evidence
- 1924 : Bucking the Bucket Shop
- 1924 : Out of the Storm
- 1924 : The Girl and the Gangster
- 1924 : On Leave of Absence

### Comme scénariste
- 1928 : Vultures of the Sea
- 1930 : The Lone Defender
- 1934 : Au service du droit

### Comme acteur
- 1915 : An Innocent Traitor : le Docteur
- 1916 : The Carriage of Death : Monsieur
- 1916 : The Black Terror : rôle inconnu
- 1916 : Making the Major a Mayor : rôle inconnu
- 1916 : Her Father's Gold : un escroc (crédité comme William Burt)
- 1916 : The Net : rôle inconnu
- 1916 : What Doris Did (it) : rôle inconnu
- 1916 : The Oval Diamond : rôle inconnu
- 1916 : The Knotted Cord : Bob North (crédité William Burt)
- 1916 : The Burglars' Picnic : un professeur (crédité William Burt)
- 1916 : The Phantom Witness : Jacob Wiener (crédité William Burt)

- 1917 : The Penny Philanthropist : rôle inconnu (non crédité)

- 1917 : The Streets of Illusion (en) : rôle inconnu
- 1919 : Par amour : La Guêpe (crédité comme William Burt)

- 1920 : Rogues and Romance (en) : Don Jose
- 1920 : Pirate Gold (en) : Tanner
- 1926 : Casey of the Coast Guard : rôle inconu
- 1927 : Le Roi des rois : rôle inconnu (non crédité)
- 1928 : The Leopard Lady : Presner
- 1928 : A Night of Mystery : secrétaire de Rochemore
- 1929 : The King of the Kongo : Mooney
- 1930 : Danger Lights : Chef répartisseur
- 1930 : Rogue of the Rio Grande (en) : partenaire de danse de Carmita
- 1930 : Girl of the Port (en) : Toady (crédité comme William Burt)
- 1930 : Ranch House Blues : rôle inconnu (crédité comme Billy Burt)
- 1930 : Le Mystère de minuit : Rogers
- 1931 : La Ruée vers l'Ouest : rôle inconnu (non crédité)
- 1932 : Tangled Destinies (en) : Harvey Forbes
- 1932 : Sally of the Subway (en) : Scraggs, Henchman
- 1932 : Passport to Paradise (en) : Amos Turkle
- 1933 : Her Splendid Folly (en) : le juge de paix
- 1933 : Trouble Busters (en) : Dan Allen
- 1933 : Gun Law : Jake Lawson